# Mauro Tapety
Mauro Expedito Reis de Freitas Tapety (Oeiras, 5 de novembro de 1961) é um político brasileiro com atuação no Piauí.

## Dados biográficos
Filho de Juarez Piauiense de Freitas Tapety e Alzira Reis de Freitas Tapety. Em 1985 foi nomeado assistente administrativo da Companhia Energética do Piauí e nos anos seguintes passou a assessorar o pai na Assembleia Legislativa do Piauí ou na Secretaria de Segurança Pública até filiar-se ao PMDB, onde iniciou sua vida pública como delegado do diretório municipal de Oeiras e do diretório estadual. Eleito deputado estadual em 1998, 2002 e 2006 e primeiro suplente em 2010, foi efetivado após a eleição de Kleber Eulálio para a prefeitura de Picos em 2012, mas não se reelegeu em 2014.
Foi presidente do Oeiras Atlético Clube.